# Psychotherapie mit Psychedelika
Als Psychotherapie mit Psychedelika, Psycholytische Psychotherapie, Psycholyse, Psychedelische Therapie und Substanz-unterstützte Psychotherapie werden psychotherapeutische Behandlungsverfahren bezeichnet, in denen zur Unterstützung der Therapie bewusstseinsverändernde Eigenschaften psychedelischer Substanzen genutzt werden. Dabei soll durch veränderte innere Erlebnisweisen die psychische Abwehr gelockert und so ein besserer Zugang zu verdrängten Gefühlen und verborgenen Fähigkeiten gefunden werden.
Es werden Stoffe aus der Gruppe der Psychedelika (5HT2A-Rezeptor-Agonisten), wie z. B. Mescalin, LSD (vgl. LSD-Psychotherapie), Psilocybin und Dimethyltryptamin (DMT; oft in der Form von Ayahuasca) verwendet. Diesen Stoffen wird kein substanzeigenes Abhängigkeitspotenzial zugeschrieben. Manchmal werden auch Empathogene wie MDMA („Ecstasy“) verwendet, denen ein nur geringes substanzeigenes Abhängigkeitspotenzial zugeschrieben wird (siehe MDMA-unterstützte Psychotherapie).
Der Einsatz von Psychedelika in der Psychotherapie ist umstritten, und die Forschung ist erschwert durch gesetzliche Einschränkungen bezüglich der Verwendung psychedelischer Substanzen. Solche Therapien finden – von vorwiegend in der Schweiz erteilten Ausnahmegenehmigungen abgesehen – in der Regel illegal statt, häufig als Gruppentherapien.

## Geschichte

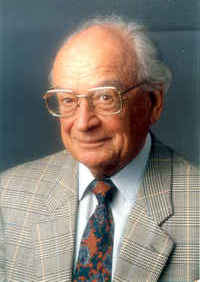
Hanscarl Leuner initiierte 1960 das Erste europäische Symposion für die Psychotherapie unter LSD 25 an der Göttinger Universität.

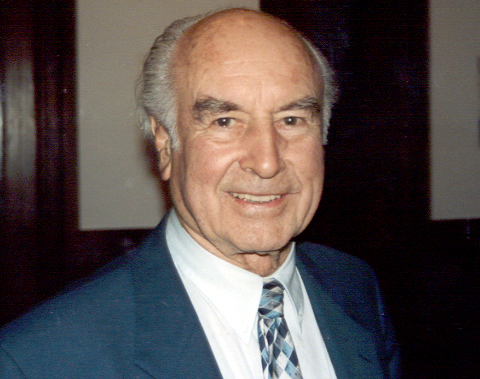
Albert Hofmann entdeckte 1943 die halluzinogene Wirkung des LSDs.

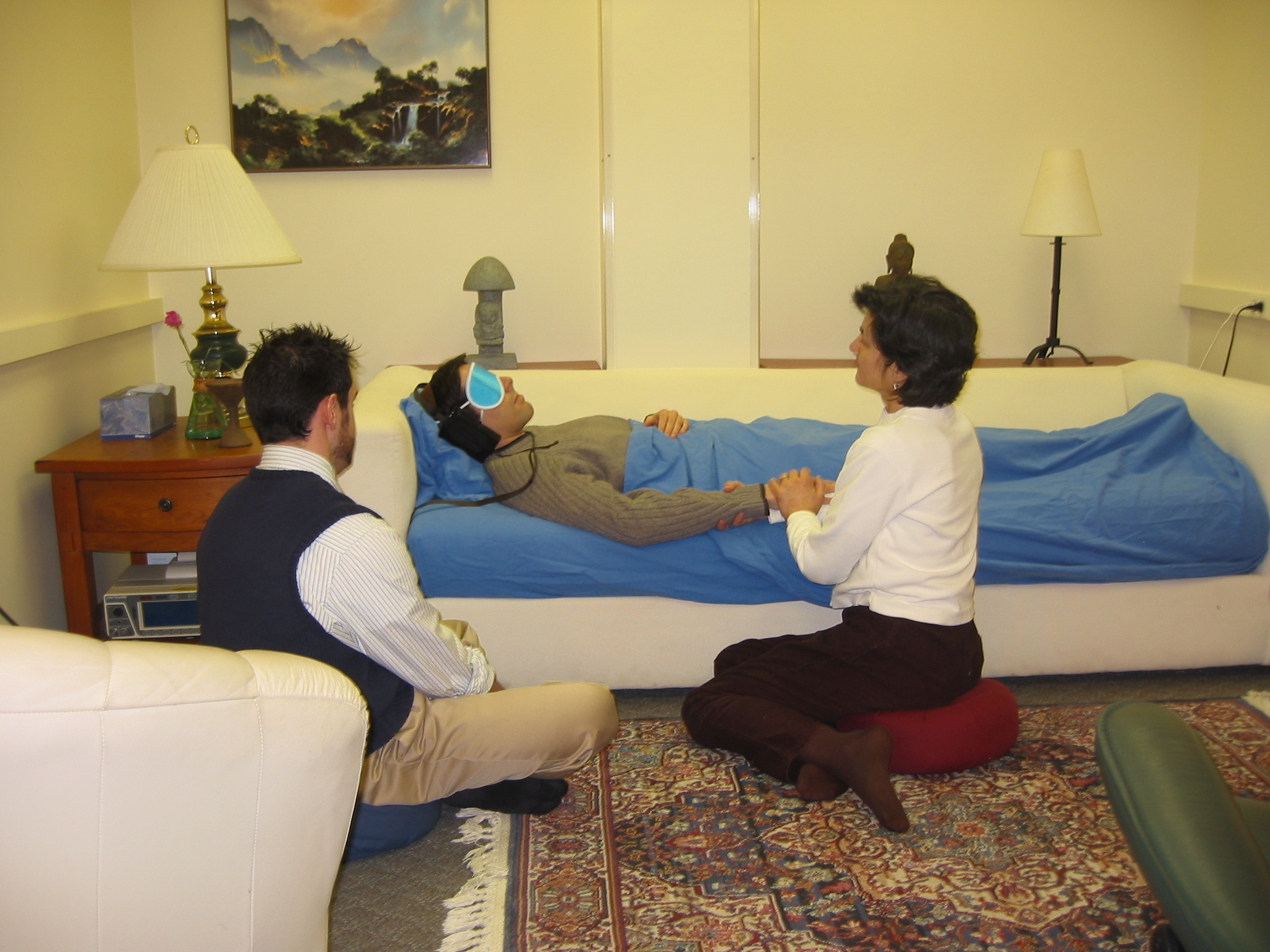
Therapiesitzung mit Psilocybin an der Johns Hopkins University.

Der Gedanke einer Heilbehandlung mit Hilfe von psychoaktiven und entheogenen Substanzen geht auf das Schamanentum aus vorgeschichtlicher Zeit zurück. Insofern es im religiösen Kultus stets auch um Heilung und das Heil geht, war die rituelle Anwendung von psychedelischen Substanzen bei indigenen Völkern immer üblich und ist in solchen Kulturen heute noch verbreitet.
Die Anwendung psychedelischer Substanzen in der Psychiatrie begann erstmals 1913 mit Alwyn Knauer und William Maloney in New York, die sich selbst und anderen gesunden Probanden Mescalinsulfat spritzten.  Die erstmalige Anwendung in der modernen Psychotherapie erfolgte 1931 durch den Psychoanalytiker Dario Baroni mit Mescalin und Samen des Gemeinen Stechapfels (Datura stramonium).
Der Naturstoffchemiker Albert Hofmann stieß 1943 erstmals auf die psychedelische Wirkung von LSD. Die Firma Sandoz, in deren Auftrag Hofmann forschte, brachte 1949 LSD unter dem Namen Delysid als Heilmittel auf den Markt und zwar – wie der Beipackzettel auswies – „zur seelischen Auflockerung bei analytischer Psychotherapie, besonders bei Angst- und Zwangsneurosen.“ Von da an nahm die substanzgestützte Psychotherapie, zunächst vorwiegend unter der Bezeichnung „psychedelische Psychotherapie“, einen starken Aufschwung. W. V. Caldwell listete bereits 1968 193 wissenschaftliche Publikationen zu diesem Thema auf. 1953 wurde das Guajacolglycerinether-haltige Medikament Reorganin von der Firma Dr. Christian Brunnengräber in Lübeck als Medikament zur Behandlung unter anderem von Angst- und Spannungszuständen, aber auch „zur Unterstützung der Psychotherapie“, als medikamentöse „Lobotomie“ beworben.
Zu einem europäischen Symposion 1960 in Göttingen erschienen Experten aus England, Italien, Österreich, der Schweiz und der Tschechoslowakei und gründeten die „Europäische Ärztliche Gesellschaft für psycholytische Therapie“ (EPT). Nachdem jedoch jeder weitere Gebrauch von Halluzinogenen, auch jede weitere Forschung auf diesem Gebiet, verboten worden war, stellte die EPT 1971 ihre Tätigkeit ein.
Ende der 1970er Jahre wurde, angeregt durch den Chemiker Alexander Shulgin, zunehmend auch MDMA (Ecstasy) in der Psychotherapie eingesetzt, da es die Empathiefähigkeit steigert und nicht durch Halluzinationen oder visionäre Episoden von der Konzentration auf den eigenen inneren Prozess ablenkt.
In den Jahren 1988 bis 1993 erhielten mehrere Mitglieder sowie auch Peter Gasser und Peter Baumann, der Gründer der Schweizerischen Ärztegesellschaft für Psycholytische Therapie (SÄPT), eine Ausnahmebewilligung für Psychotherapien unter der Gabe von MDMA und LSD sowie für Forschungen.

## Forschung
Über 500 bisherige Veröffentlichungen, die sich der Therapie mithilfe psychoaktiver Substanzen widmen, beschreiben deren Wirkungen unter supervisierten psychoanalytischen und anderen therapeutischen Settings; eine Zusammenfassung zur Psychotherapie mit LSD, Psilocybin und MDMA wurde 2008 von Jungaberle und Kollegen veröffentlicht.
In den USA wurde 2018 von der Food and Drug Administration (FDA) eine große Studie über Psilocybin-assistierte Psychotherapie bei der Behandlung von behandlungsresistenten Depressionen genehmigt und der Status einer breakthrough therapy verliehen.
Parallel dazu befassen sich naturwissenschaftliche Untersuchungen in dieser Zusammenfassung mit hirnphysiologischen Veränderungen. Die Ergebnisse lassen den Schluss zu, dass es sich um bewusstseinsverändernde Vorgänge handelt und dass die Psyche in dem Sinne gelockert wird, dass der Zugang zu unbewusstem Material erleichtert wird und im Bewusstsein auch nach der Sitzung erhalten bleibt. Dies hilft wiederum dem Patienten, sich im praktischen Leben in für ihn problematischen Situationen einsichtsvoll freier von eingeschliffenen Verhaltensmustern zu entscheiden und anders zu verhalten. Der auf das Thema spezialisierte Psychiater Torsten Passie urteilt:

„Eine Brauchbarkeit zur Unterstützung von Psychotherapie besitzen Psychedelika wie LSD und Psilocybin durch ihre Eigenschaft, einen traumartigen Erlebnissfluss bei weitgehend klarem Bewusstsein und gutem Erinnerungsvermögen hervorzurufen.“

In diesem können vordem verdrängte unbewusste Konflikte und Erinnerungen aktiviert und lebhaft wiederbelebt werden, was sie psychotherapeutischer Durcharbeitung zugänglich macht. Unter der psychischen Aktivierung kann außerdem eine Lockerung psychischer Abwehrmechanismen und eine Begünstigung psychotherapeutisch wertvoller regressiver Erlebnisweisen („Altersregression“) beobachtet werden. Zu einem ähnlich positiven Ergebnis kam schon 1981 der Pionier der Psychotherapieforschung mit psychoaktiven Substanzen in Deutschland, Hanscarl Leuner:

„Die überwiegende klinische Evidenz spricht dafür, dass die LSD-Aktivierung der Psychodynamik diese einer psychotherapeutischen Beeinflussung eher zugänglich macht als ohne einen Halluzinogenspiegel im Blut.“

## Gefahren
Die Nutzung von psychoaktiven Substanzen wie LSD oder Psilocybin im Selbstversuch oder als „Selbsttherapie“ ist mit größeren Risiken verbunden als die Nutzung im Rahmen einer fachlich geleiteten therapeutischen Situation. Doch auch in einer solchen ist diese Therapieform nicht in allen Fällen unbedenklich. Gefahren gehen weniger von den psychoaktiven Substanzen selbst aus als vielmehr von ihrer Kombination mit unsachgemäßen Behandlungsmethoden. Der gleiche Effekt, nämlich der Zuwachs an seelischer Sensibilisierung und Zugänglichkeit, kann als gefährliche Suggestibilität die Behandelten in eine Abhängigkeit vom Therapeuten bringen, insbesondere dann, wenn das unter Umständen extrem gesteigerte Übertragungsgeschehen nicht bearbeitet wird oder der Therapeut das zwischen ihm und dem Klienten bestehende Machtgefälle ausnutzt. Gewisse Gefahren sind mit der Illegalität des Behandlungsverfahrens in vielen Ländern verbunden, bei der die Reinheit der verwendeten Stoffe und ihre sachgemäße Dosierung nicht garantiert werden kann, und auch das Risiko traumatisierender Verhaftungen durch die Polizei während der Therapiesitzung besteht. 2009 kam es in Berlin bei einer psycholytischen Gruppentherapie mit illegalen Substanzen zu Todesfällen wegen Überdosierung durch den Arzt, welcher selber unter dem Einfluss einer Droge (LSD) stand. In einem klinischen, rechtssicheren Kontext hingegen sind die Gefahren durch die garantierte Reinheit der verwendeten Stoffe und ein professionelles, haltgebende Umfeld als gering einzuschätzen.

## Rechtliche Situation
In vielen Staaten wurden nach der UN-Konvention über psychotrope Substanzen von 1971 viele psychedelische Substanzen stark reglementiert, was zum Abbruch vieler erfolgversprechender wissenschaftlicher Forschungen führte. Ihre wissenschaftliche Erforschung wurde Ende der 1980er Jahre unter restriktiven Bedingungen wieder aufgenommen. Außerhalb solcher Forschungsprojekte gab es zudem eine nichtöffentliche Anwendung illegal gehandelter psychedelischer Substanzen. In einigen Ländern ist der traditionelle therapeutische oder religiöse Gebrauch einiger psychedelischer Substanzen gesetzlich geregelt oder geduldet.

### Europa
Deutschland
In Deutschland werden psychotrope Substanzen nach dem Betäubungsmittelgesetz (BtMG) in drei Gruppen eingeteilt: „nicht verkehrsfähig“ (BtMG Anlage I), „verkehrs- aber nicht verschreibungsfähig“ (BtMG Anlage II) oder „verkehrs- und verschreibungsfähig“ (BtMG Anlage III). LSD, Meskalin, Psilocybin und MDMA sind in Deutschland nicht verkehrsfähig.
Im Vorfeld zweier Todesfälle wurde im Zuge einer psycholytischen Psychotherapie im September 2009 durch einen ärztlichen Psychotherapeuten das im juristischen Sinn nicht verkehrsfähige Betäubungsmittel MDMA eingesetzt. Daraufhin warnte die zuständige Ärztekammer eindringlich davor, „nicht verkehrsfähige“ oder „nicht verschreibungsfähige“ Substanzen aus den BtMG-Anlagen 1 und 2 einzusetzen, denn die psycholytische Therapie ist in Deutschland zwar nicht als solche illegal, der ärztliche Psychotherapeut handelt aber rechtswidrig, wenn er derlei Substanzen einsetzt.
Schweiz
Seit 2014 können Ärztinnen und Ärzte beim Bundesamt für Gesundheit eine Ausnahmebewilligung beantragen: Diese erlaubt den medizinischen Einsatz von andernfalls verbotenen Substanzen wie LSD, MDMA und Psilocybin.

### Amerika
Vereinigte Staaten
2020 wurde in Oregon und 2022 in Colorado durch Volksabstimmungen der zukünftige Einsatz von Psilocybin in einem therapeutischen Kontext ermöglicht (in Colorado gültig ab 2025).
Kanada
Seit 2023 ist in der kanadischen Provinz Alberta die Nutzung von Psilocybin, LSD, MDMA, Meskalin, Ketamin und DMT zu psychotherapeutischen Zwecken legal. Zudem wurden in den letzten Jahren eine geringe Anzahl von Ausnahmegenehmigungen für den Einsatz von Psychedelika zu psychotherapeutischen Zwecken an Ärzte sowie ausgewählte Patienten erteilt.

### Australien
In Australien können Psilocybin und MDMA ab Juli 2023 durch Psychiater mit einer speziellen Berechtigung verschrieben werden.